# Kéita (ville)
Pour les articles homonymes, voir Keita.
Kéita est une ville du Niger, chef-lieu du département de Kéita, dans la région de Tahoua.

## Géographie

### Administration
Kéita est une commune urbaine du département de Kéita, dans la région de Tahoua au Niger.

C'est le chef-lieu de ce département.

### Situation
Kéita est située sur la route nationale 16 (axe Madaoua-Agadez) à 72 km à l'est-sud-est du chef-lieu régional de Tahoua et 420 km à l'est-nord-est de Niamey, la capitale du pays. La commune s'étend au nord et au centre du département de Kéita.
L'arrondissement de Keita se compose de 4860 km2 de plateaux, de versants abrupts et rocailleux, de versants ensablés, de glacis à faible pente et de vallées. Le territoire est marqué par un réseau dense de cours d'eaux saisonniers appelés koris.
| Barmou  | Tabalak  | Akoubounou |
| Kalfou  | Kéita    | Ibohamane  |
| Tamaské | Garhanga | Garhanga   |

## Population
La population de la commune urbaine était estimée à 57 769 habitants en 2011
,. Elle est située à 84 % en zone rurale.

## Économie
L'activité économique principale de Keïta, au Niger, est l'agriculture, suivie de près par l'élevage. L'agriculture est extensive et occupe plus de 90% de la population. En plus de ces activités traditionnelles, la construction d'une cimenterie est également un projet important pour la région. 

## Histoire
Kéita est située dans le secteur d'Alamtey du royaume de l'Adar précolonial.